# لشکر یکم زرهی اس‌اس لایب‌اشتاندارته اس‌اس آدولف هیتلر
لشکر یکم زرهی اس‌اس لایب اشتاندارته اس‌اس آدولف هیتلر (به آلمانی:Leibstandarte SS Adolf Hitler) یکی از لشکرهای وابسته به وافن اس‌اس در جنگ جهانی دوم بود.

## فرماندهان
- یوزف دیتریش
- تئودور ویش
- ویلهلم مونکه
- اتو کوم